# Trastuzumab emtansina
Trastuzumab emtansina ou ado-trastuzumab emtansina, comercializado sob a marca Kadcyla, é um conjugado anticorpo-fármaco que contém trastuzumab, um anticorpo monoclonal IgG1 humanizado ligado covalentemente a DM1, um inibidor dos microtúbulos. Está indicado para o tratamento de cancro da mama em estádio precoce e metastizado.